# Hussein Maziq
Hussein Maziq (àrab: حسين مازق, Ḥusayn Māziq) (al-Jabal al-Akhdar, 26 de juny de 1918 - Bengasi, 12 de maig de 2006) fou un polític libi. Exercí de governador de Cirenaica (maig de 1952-octubre 1961), de Ministre d'Afers Exteriors de Líbia (gener de 1964-març de 1965) i posteriorment de Primer ministre (març de 1965-juny de 1967).